# Primärrechtsschutz
Primärrechtsschutz bedeutet die Abwehr einer Verletzung in einem subjektiven öffentlichen Recht. Er wird in Deutschland im Grundrecht auf effektiven Rechtsschutz des Art. 19 Abs. 4 GG gewährleistet, des Weiteren im Recht der Verfassungsbeschwerde (Art. 93 Abs. 1 Nr. 4a GG).

## Abgrenzung
In Abgrenzung zum Primärrechtsschutz bedeutet Sekundärrechtsschutz dagegen den Oberbegriff für die öffentlich-rechtlichen Schadensersatz- bzw. Entschädigungsansprüche, insbesondere die in Art. 34 GG erwähnte Amtshaftung infolge einer nicht abwendbaren oder hinzunehmenden Rechtsverletzung. Das Begriffspaar beschreibt einen den allgemeinen Beseitigungsanspruch wegen Statusverletzungen ausdifferenzierenden Dualismus. Die Einteilung folgt der privatrechtlichen Unterscheidung von Leistungs- oder Primäransprüchen einerseits und Sekundäransprüchen infolge von Leistungsstörungen andererseits.

## Inhalt und Umfang
Das Öffentliche Recht gewährt Primärrechtsschutz insbesondere in Form der Anfechtungs- und der Verpflichtungsklage, soweit ein Verwaltungsakt oder dessen Ablehnung oder Unterlassung rechtswidrig und der Kläger dadurch in seinen Rechten verletzt ist (§ 113 Abs. 1, Abs. 5 VwGO). Mögliche Sekundäransprüche auf Schadensersatz ergeben sich aus dem Staatshaftungsrecht.
Bedeutung erlangte die Einteilung insbesondere aufgrund des vom Bundesverfassungsgericht im Urteil zur Nassauskiesung entwickelten Prinzips vom „Vorrang des Primärrechtsschutzes“. Danach hat der Bürger kein Wahlrecht, Rechtsverletzungen durch den Staat zu dulden und anschließend Entschädigung zu verlangen – der Rechtssatz „dulde und liquidiere“ galt im gemeinen Recht – sondern er muss vorrangig mit den Mitteln des Primärrechtsschutzes, beispielsweise einem Antrag auf Erlass einer einstweiligen Anordnung nach § 123 VwGO gegen die staatliche Handlung selbst vorgehen, bevor er im Rahmen des Sekundärrechtsschutzes Geldersatz verlangen darf (§ 839 Abs. 3 BGB in Verbindung mit Art. 34 GG).
Der Primärrechtsschutz wirkt eingriffsbereinigend. So wird bei einer erfolgreichen Anfechtungsklage der Verwaltungsakt durch das Gericht aufgehoben (§ 113 Abs. 1 VwGO). Da der sekundäre Rechtsschutz auf die Leistung von Schadensersatz gerichtet ist und damit nur die Eingriffsfolgen kompensiert, ist er aus Gründen geringerer Rechtsschutzeffektivität gegenüber dem Primärrechtsschutz subsidiär.

## Verfassungsrechtliche Gewährleistung
Es ist Aufgabe des Gesetzgebers, das Rechtsschutzsystem auszuformen und sicherzustellen, dass effektiver Rechtsschutz für den einzelnen Rechtsuchenden besteht.
Dem Gesetzgeber kommt dabei ein Einschätzungs- und Beurteilungsspielraum zu, der sich auf die Beurteilung der Vor- und Nachteile für die jeweils betroffenen Güter sowie auf die Güterabwägung mit Blick auf die Folgen für die verschiedenen rechtlich geschützten Interessen bezieht. Bei der Vergabe öffentlicher Aufträge liegt es im gesetzgeberischen Ermessen, das Interesse des Auftraggebers an einer zügigen Ausführung der Maßnahmen und das des erfolgreichen Bewerbers an alsbaldiger Rechtssicherheit dem Interesse des erfolglosen Bieters an Primärrechtsschutz vorzuziehen und Letzteren regelmäßig auf Sekundärrechtsschutz zu beschränken. Durfte das Interesse des erfolglosen Bieters an einem effektiven Primärrechtsschutz als weniger gewichtig und durften die durch einen solchen Primärrechtsschutz andererseits berührten privaten und öffentlichen Interessen als gewichtiger bewertet werden, ist es verfassungsrechtlich nicht zu beanstanden, dass der Gesetzgeber den in der allgemeinen Rechtsordnung verfügbaren Sekundärrechtsschutz als ausreichend angesehen und keine besonderen Vorkehrungen zur Realisierbarkeit von Primärrechtsschutz, etwa durch eine Pflicht zur Information des erfolglosen Bieters vor der Zuschlagserteilung, getroffen hat.